# Giro de Italia 2015
La 98.ª edición del Giro de Italia se disputó entre el 9 y el 31 de mayo de 2015 sobre una distancia de 3486 km. Comenzó con una contrarreloj por equipos entre San Lorenzo al Mare y San Remo y finalizó en la ciudad de Milán. La competición contó con dos etapas contrarreloj y cinco de alta montaña.
Formó parte del UCI WorldTour 2015 siendo la decimoquinta competición del calendario de máxima categoría mundial.
El ganador fue el español Alberto Contador del equipo Tinkoff-Saxo quién logró vencer por segunda vez la corsa rosa. Le acompañaron en el podio Fabio Aru y Mikel Landa, respectivamente, ambos del equipo Astana.
En las clasificaciones secundarias se impusieron Giacomo Nizzolo (puntos), Giovanni Visconti (montaña), Marco Bandiera (metas volantes), Fabio Aru (jóvenes) Astana (equipos por tiempo y por puntos) Philippe Gilbert (combatividad).

## Recorrido
El recorrido tuvo 7 etapas planas, 7 de media montaña, 5 de alta montaña y dos contrarreloj (una por equipos y una individual). La carrera contó con 7 llegadas en alto en Abetone, Campitello Matese, Monte Berico, Madonna di Campiglio, Aprica, Cervinia, y Sestriere.

### Primera semana
De la misma forma que en 2014, el Giro 2015 comenzó con una contrarreloj por equipos sobre 17,6 km (esta vez en territorio italiano) recorriendo la Riviera de Poniente en Liguria, entre San Lorenzo al Mare y San Remo en un recorrido plano y casi íntegramente transitando por la "Pista Ciclabile Riviera del Fiori". La etapa finalizó en la Via Lungomare Italo Calvino, donde desde 2008 a 2014 finalizó la Milán-San Remo. La segunda jornada continuó en la riviera uniendo Albenga con Génova. La tercera etapa fue la primera de media montaña entre Rapallo y Sestri Levante, con un puerto de 3.ª categoría (Colle Caprile) y uno de 2.ª (Barbagelata). De Chiavari a La Spezia fue la 4.ª etapa, también de media montaña y con 3 puertos de 3.ª categoría. Ya en la Toscana llegó la 5.ª etapa, primer final en alto en los Alpes Apuanos con la llegada en un puerto de 2.ª categoría en Abetone. 
Luego siguieron 2 etapas planas poniendo rumbo al sur hasta llegar al Lazio. La 7.ª, fue la más larga de esta edición con 264 km. La alta montaña llegó en la 8.ª etapa, donde partiendo de Fiuggi la carrera se adentró en los Apeninos samnitas para subir un puerto de 2.ª (Forca d'Acero) y el segundo final en alto de la carrera en Campitello Matese, un puerto de 1.ª categoría de 13 km de longitud y 7 % de pendiente. Una nueva jornada de media montaña fue la 9.ª etapa, aunque con un puerto de 2.ª (Monte Terminio), uno de 1.ª (Colle Molella) y otro de 2.ª a poco del final (Passo Serra).

### Segunda semana
Luego del primer día de descanso, se trasladaron hasta la costa del Mar Adriático para reiniciar la carrera en la región de Marche, en Civitanova Marche. Una etapa plana, que los llevó hasta Forli en Emilia Romaña. La etapa 11, comenzó en Forli y en su camino hacia Imola tuvieron dos puertos de 3.ª categoría. Una vez en Imola, entraron en un circuito de 15,4 km al que le dieron 3 vueltas. Dicho circuito incluyó recorrer gran parte del Autódromo Enzo y Dino Ferrari y teniendo un ascenso de 4.ª categoría en el mismo. La etapa finalizó frente a los boxes del autódromo. Al día siguiente 12.ª etapa entre Imola y Vicenza, en un trazado plano gran parte de la etapa y con un puerto de 4.ª y otro de 3.ª cerca del final. La etapa acabó con la subida de 1,2 km y con una rampa máxima sobre el final del 11 % en el Santuario della Madonna di Monte Berico. La etapa 13 se llegó al Golfo de Venecia, jornada plana que unió Montecchio Maggiore con Jesolo. La siguiente jornada fue la contrarreloj individual única de esta edición, con un trazado largo de casi 60 km entre Treviso y Valdobbiadene cuya primera mitad era plana y la segunda parte con alguna dificultad ya que se llegó a los Prealpes Vénetos y se subió a San Pietro di Feletto (5 km al 3,8 %) y Santo Stefano (6 km al 3,8%). La 15.ª etapa fue la primera en los Alpes y de alta montaña con un puerto 2.ª categoría (La Fricca) y dos de 1.ª encadenados; el Passo Daone y el final en Madonna di Campiglio. Luego de esta etapa tuvieron la segunda jornada de descanso.

### Última semana
La carrera se reanudó con otra etapa de alta montaña entre Pinzolo y Aprica con cinco puertos de montaña;Campo Carlomagno (2.ª), Passo del Tonale (2.ª), el primer pasaje por Aprica (3.ª), el mítico ascenso al Mortirolo (1.ª) y la llegada con el segundo ascenso a Aprica (3.ª). Le siguió una jornada sin mayores dificultades que comenzó en Tirano y recorrió el alto valle del río Adda (Valtelina), hasta llegar al Lago de Como, y al Lago de Lugano ya en territorio suizo para finalizar en Lugano. La 18.ª jornada también partió en Suiza, en Melide, y bordeó los lagos de Lugano, Varese y Mayor. Tuvieron un puerto de montaña de 1.ª categoría, el Monte Ologno, que por primera vez se subió en el Giro pero relativamente lejos de la meta, a más de 30 km del final.
La penúltima jornada de montaña tuvo 236 km y tres puertos de 1.ª encadenados en los últimos 80 km. Comenzó en Gravellona Toce y se adentró en el Valle de Aosta. Luego de pasar por el municipio de Fenis, empezó el ascenso a Saint Barthélemy (20 km al 5,6 %), luego de coronar se descendió hacia Chambave y allí empezó la subida al Col de Saint Pantaleón (16,5 km al 7,2 %). Se descendió hacia Antey-Saint-André y comenzó el ascenso a Cervinia  (19 km al 5 %). La 20.ª etapa salió de Saint-Vincent, se descendió hacia el río Po y se entró nuevamente en los Alpes por el Alto Valle del Susa. En el municipio de Susa comenzó el ascenso al Colle delle Finestre, que este año con sus 2178 m s. n. m. fue la Cima Coppi de la carrera. El Finestre tiene 18,5 km de largo y 9,2 % de pendiente media a lo que hay que sumar que los últimos 8 kilómetros son de sterrato (camino de tierra sin asfaltar). La última jornada entre Turín y Milán completamente plana, terminó en un circuito de 5,4 km al que le dieron 7 vueltas.

## Participantes

### Equipos
Tomaron parte de la carrera 22 formaciones; las 17 de categoría UCI ProTeam (al tener asegurada y ser obligatoria su participación); más 5 equipos de categoría Profesional Continental invitados por el organizador de la carrera, RCS Sports. Cada equipo estuvo integrado por nueve ciclistas formando así un pelotón de 198 corredores, aunque finalmente fueron 197 tras la exclusión de George Bennett (LottoNL-Jumbo) por bajos niveles de cortisol, de los que acabaron 163. Los equipos participantes fueron:
| WorldTeams (17)- AG2R La Mondiale - Astana - BMC Racing Team - Cannondale-Garmin - Etixx-Quick Step - FDJ - Giant-Alpecin - IAM Cycling - Katusha - Lampre-Merida - Lotto NL-Jumbo - Lotto-Soudal - Movistar Team - Orica-GreenEDGE - Sky - Tinkoff-Saxo - Trek Factory Racing Equipos continentales profesionales (5)- Androni Giocattoli-Sidermec - Bardiani CSF - CCC Sprandi Polkowice - Nippo-Vini Fantini - Southeast |
| |

### Favoritos
Antes de comenzar la carrera, los principales corredores que llegaban con aspiración a ganar la corsa rosa eran el español Alberto Contador, aunque llegaba sin destacar demasiado durante la temporada; el australiano Richie Porte –quién tuvo un excelente comienzo de temporada con triunfos en París-Niza, Volta a Cataluña, Giro del Trentino y segundo en el Tour Down Under– y Rigoberto Urán el colombiano del Etixx-Quick Step que fue segundo en 2013 y 2014. Un escalón por debajo se encontraban Fabio Aru, joven promesa italiana del Astana que fue tercero el año anterior y Domenico Pozzovivo que llegaba con varias posiciones entre los 10 primeros en varias carreras de la temporada. Pozzovivo debió abandonar prematuramente en la 3.ª etapa debido a una caída, mientras que Richie Porte lo hizo al finalizar la 15.ª etapa cuando ya había perdido toda posibilidad.

## Reglamento

### Puntajes y bonificaciones
Con el fin de definir el tiempo máximo para cada etapa, las mismas estuvieron divididas en 5 categorías.
- Categoría A (sin dificultad): etapas 2-10-13-21. Los corredores tienen entre un 7 y un 10 % más de tiempo para llegar que el ganador.
- Categoría B (dificultad baja): etapas 6-7-12-17. Los corredores tienen entre un 9 y un 11 % más de tiempo para llegar que el ganador.
- Categoría C (dificultad media): etapas 4-5-9-11-18. Los corredores tienen entre un 9 y un 11 % más de tiempo para llegar que el ganador.
- Categoría D (dificultad alta): etapas 3-8-15-16-19-20. Los corredores tienen entre un 16 y un 18 % más de tiempo para llegar que el ganador.
- Categoría E (contrarreloj): etapas 1-14. Los corredores tienen un 30 % más de tiempo para llegar que el ganador.

Solo un corredor, Tiziano Dall'Antonia superó ese porcentaje extra (durante la 5.ª etapa) y quedó excluido de la carrera.

#### Clasificación por puntos-Maglia rossa
En cada etapa, excepto la contrarreloj por equipos, se otorgaron puntos para la maglia rossa. Según la categoría de la etapa fueron asignados los siguientes puntos al orden de llegada. 
- Etapas categoría A y B: A los 15 primeros en llegar (50-35-25-18-14-12-10-8-7-6-5-4-3-2-1)
- Etapas categoría C: A los 10 primeros en llegar (25-18-12-8-6-5-4-3-2-1)
- Etapas categoría D y E: A los 10 primeros en llegar (15-12-9-7-6-5-4-3-2-1)

#### Clasificación de la montaña-Maglia azzurra
Este año hubo 39 puertos puntuables para la clasificación de la montaña. Los ascensos estuvieron divididos en 4 categorías que iban de 1.ª a 4.ª y la Cima Coppi (el puerto de mayor altitud, que otorgó más puntos que uno de primera). Esta última estuvo en el Colle delle Finestre, en la penúltima etapa. Fueron nueve puertos de 1.ª categoría, ocho de 2.ª, trece de 3.ª y ocho de 4.ª. Los puntos se asignaron a los primeros corredores en coronar el puerto y según la categoría fueron los siguientes.
- Cima Coppi: 45-30-20-14-10-6-4-2-1
- 1.ª categoría: 35-18-12-9-6-4-2-1
- 2.ª categoría: 15-8-6-4-2-1
- 3.ª categoría: 7-4-2-1
- 4.ª categoría: 3-2-1
- Nota: Para ver el detalle de los puertos véase la lista

#### Metas volantes
Se desarrollaron 2 sprints intermedios durante cada etapa. Según la categoría de la misma se asignaron los siguientes puntos:
- Etapas categoría A y B: 20-12-8-6-4-3-2-1
- Etapas categoría C: 10-6-3-2-1
- Etapas categoría D: 8-4-1

#### Bonificaciones
Las bonificaciones en tiempo se descontaban de la clasificación individual a los corredores que las obtenían. Las mismas se otorgaron en todas las etapas excepto la contrarreloj por equipos. Las bonificaciones fueron:
- Llegadas de etapa: 10, 6 y 4 segundos a los tres primeros.
- Metas volantes: 3, 2 y 1 segundo a los tres primeros.

## Etapas
| Etapa      | Fecha     | Recorrido                                     | type                     | Distancia (km) | Ganador          | Líder            |
| ---------- | --------- | --------------------------------------------- | ------------------------ | -------------- | ---------------- | ---------------- |
| 1.ª etapa  | 9 de may  | San Lorenzo al Mare – San Remo                | contrarreloj por equipos | 17,6           | Orica-GreenEDGE  | Simon Gerrans    |
| 2.ª etapa  | 10 de may | Albenga – Génova                              | etapa llana              | 177            | Elia Viviani     | Michael Matthews |
| 3.ª etapa  | 11 de may | Rapallo – Sestri Levante                      | etapa escarpada          | 136            | Michael Matthews | Michael Matthews |
| 4.ª etapa  | 12 de may | Chiavari – La Spezia                          | etapa escarpada          | 150            | Davide Formolo   | Simon Clarke     |
| 5.ª etapa  | 13 de may | La Spezia – Abetone                           | etapa escarpada          | 152            | Jan Polanc       | Alberto Contador |
| 6.ª etapa  | 14 de may | Montecatini Terme – Castiglione della Pescaia | etapa llana              | 183            | André Greipel    | Alberto Contador |
| 7.ª etapa  | 15 de may | Grosseto – Fiuggi                             | etapa llana              | 264            | Diego Ulissi     | Alberto Contador |
| 8.ª etapa  | 16 de may | Fiuggi – Campitello Matese                    | etapa de montaña         | 186            | Beñat Intxausti  | Alberto Contador |
| 9.ª etapa  | 17 de may | Benevento – San Giorgio del Sannio            | etapa escarpada          | 215            | Paolo Tiralongo  | Alberto Contador |
|            | 18 de may | Día de descanso                               | Día de descanso          |                |                  |                  |
| 10.ª etapa | 19 de may | Civitanova Marche – Forlì                     | etapa llana              | 200            | Nicola Boem      | Alberto Contador |
| 11.ª etapa | 20 de may | Forlì – Imola                                 | etapa escarpada          | 153            | Ilnur Zakarin    | Alberto Contador |
| 12.ª etapa | 21 de may | Imola – Vicenza                               | etapa escarpada          | 190            | Philippe Gilbert | Alberto Contador |
| 13.ª etapa | 22 de may | Montecchio Maggiore – Jesolo                  | etapa llana              | 147            | Sacha Modolo     | Fabio Aru        |
| 14.ª etapa | 23 de may | Treviso – Valdobbiadene                       | contrarreloj individual  | 59,4           | Vasil Kiryienka  | Alberto Contador |
| 15.ª etapa | 24 de may | Marostica – Madonna di Campiglio              | etapa de montaña         | 165            | Mikel Landa      | Alberto Contador |
|            | 25 de may | Día de descanso                               | Día de descanso          |                |                  |                  |
| 16.ª etapa | 26 de may | Pinzolo – Aprica                              | etapa de montaña         | 174            | Mikel Landa      | Alberto Contador |
| 17.ª etapa | 27 de may | Tirano – Lugano                               | etapa llana              | 134            | Sacha Modolo     | Alberto Contador |
| 18.ª etapa | 28 de may | Melide – Verbania                             | etapa escarpada          | 170            | Philippe Gilbert | Alberto Contador |
| 19.ª etapa | 29 de may | Gravellona Toce – Breuil-Cervinia             | etapa de montaña         | 236            | Fabio Aru        | Alberto Contador |
| 20.ª etapa | 30 de may | Saint-Vincent – Sestriere                     | etapa de montaña         | 199            | Fabio Aru        | Alberto Contador |
| 21.ª etapa | 31 de may | Turín – Milán                                 | etapa llana              | 178            | Iljo Keisse      | Alberto Contador |

## Lista de puertos puntuables
- En negrita, puertos de 1.ª categoría y Cima Coppi.

| Etapa | Puerto                 | Categoría | Altitud | Distancia | % medio | % máximo | 1.er corredor en pasar | Resultados de pasaje por el puerto |
| ----- | ---------------------- | --------- | ------- | --------- | ------- | -------- | ---------------------- | --- |
| 2.ª   | Pratozanino            | 4.ª       | 206 m   | 4,2 km    | 4,9 %   | 10 %     | Bert-Jan Lindeman      | Ver lista1.º- Bert-Jan Lindeman- 3 pts. 2.º- Lukasz Owsian- 2 pts. 3.º- Giacomo Berlato- 1 pt. |
| 3.ª   | Colle Caprile          | 3.ª       | 470 m   | 11,8 km   | 3,8 %   | 9 %      | Edoardo Zardini        | Ver lista1.º- Edoardo Zardini- 7 pts. 2.º- Diego Ulissi- 4 pts. 3.º- Jesús Herrada- 2 pts. 4.º- Adam Hansen- 1 pt. |
| 3.ª   | Barbagelata            | 2.ª       | 1115 m  | 5,7 %     | 8,1 %   | 12%      | Pavel Kochetkov        | Ver lista1.º- Pavel Kochetkov- 15 pts. 2.º- Diego Ulissi- 8 pts. 3.º- Esteban Chaves- 6 pts. 4.º- Jesús Herrada- 4 pts. 5.º- Philippe Gilbert- 2 pts. 6.º- Francesco Gavazzi- 1 pt.                                                                                   |
| 4.ª   | Colla di Velva         | 3.ª       | 536 m   | 14,2 km   | 3,5 %   | 9 %      | Edoardo Zardini        | Ver lista1.º- Edoardo Zardini- 7 pts. 2.º- Franco Pellizotti- 4 pts. 3.º- Giovanni Visconti- 2 pts. 4.º- Andrey Amador- 1 pt. |
| 4.ª   | Passo del Termine      | 3.ª       | 548 m   | 8,8 km    | 6,1 %   | 10 %     | Davide Formolo         | Ver lista1.º- Davide Formolo- 7 pts. 2.º- Andrey Amador- 4 pts. 3.º- Salvatore Puccio- 2 pts. 4.º- Andrey Zeits- 1 pt. |
| 4.ª   | Biassa                 | 3.ª       | 323 m   | 3,4 km    | 8,9 %   | 14 %     | Davide Formolo         | Ver lista1.º- Davide Formolo- 7 pts. 2.º- Giovanni Visconti- 4 pts. 3.º- Amaël Moinard- 2 pts. 4.º- Dario Cataldo- 1 pt. |
| 5.ª   | Foce Carpinelli        | 3.ª       | 839 m   | 10,1 km   | 5 %     | 9 %      | Axel Domont            | Ver lista1.º- Axel Domont- 7 pts. 2.º- Silvan Dillier- 4 pts. 3.º- Sylvain Chavanel- 2 pts. 4.º- Serghei Tvetcov- 1 pt. |
| 5.ª   | Abetone                | 2.ª       | 1386 m  | 17,3 km   | 5,4 %   | 10 %     | Jan Polanc             | Ver lista1.º- Jan Polanc- 15 pts. 2.º- Sylvain Chavanel- 8 pts. 3.º- Fabio Aru- 6 pts. 4.º- Alberto Contador- 4 pts. 5.º- Richie Porte- 2 pts. 6.º- Mikel Landa- 1 pt.                                                                                                |
| 6.ª   | Pomarance              | 4.ª       | 364 m   | 6,3 km    | 4,4 %   | 11 %     | Alessandro Malaguti    | Ver lista1.º- Alessandro Malaguti- 3 pts. 2.º- Marco Bandiera- 2 pts. 3.º- Alan Marangoni- 1 pt. |
| 7.ª   | Monterotondo           | 4.ª       | 156 m   | 2,5 km    | 5,1 %   | 9 %      | Pierpaolo De Negri     | Ver lista1.º- Pierpaolo De Negri- 3 pts. 2.º- Marco Bandiera- 2 pts. 3.º- Nikolay Mihaylov- 1 pt. |
| 8.ª   | Forca d'Acero          | 2.ª       | 1530 m  | 26 km     | 5 %     | 9 %      | Steven Kruijswijk      | Ver lista1.º- Steven Kruijswijk- 15 pts. 2.º- Franco Pellizotti- 8 pts. 3.º- Carlos Betancur- 6 pts. 4.º- Beñat Intxausti- 4 pts. 5.º- Przemysław Niemiec- 2 pts. 6.º- Tom Danielson- 1 pt.                                                                           |
| 8.ª   | Campitello Matese      | 1.ª       | 1430 m  | 13 km     | 6,9 %   | 12 %     | Beñat Intxausti        | Ver lista1.º- Beñat Intxausti- 35 pts. 2.º- Mikel Landa- 18 pts. 3.º- Sébastien Reichenbach- 12 pts. 4.º- Fabio Aru- 9 pts. 5.º- Alberto Contador- 6 pts. 6.º- Richie Porte- 4 pts. 7.º- Rigoberto Urán- 2 pts. 8.º- Dario Cataldo- 1 pt.                             |
| 9.ª   | Monte Terminio         | 2.ª       | 1240 m  | 20 km     | 4,2 %   | 9 %      | Simon Geschke          | Ver lista1.º- Simon Geschke- 15 pts. 2.º- Carlos Betancur- 8 pts. 3.º- Paolo Tiralongo- 6 pts. 4.º- Steven Kruijswijk- 4 pts. 5.º- Ryder Hesjedal- 2 pts. 6.º- Amaël Moinard- 1 pt.                                                                                   |
| 9.ª   | Colle Molella          | 1.ª       | 1087 m  | 9,5 km    | 6,3 %   | 12 %     | Simon Geschke          | Ver lista1.º- Simon Geschke- 35 pts. 2.º- Carlos Betancur- 18 pts. 3.º- Steven Kruijswijk- 12 pts. 4.º- Paolo Tiralongo- 9 pts. 5.º- Ryder Hesjedal- 6 pts. 6.º- Amaël Moinard- 4 pts. 7.º- Jesús Herrada- 2 pts. 8.º- Kenny Elissonde- 1 pt.                         |
| 9.ª   | Passo Serra            | 2.ª       | 584 m   | 3,6 km    | 8 %     | 13 %     | Tom Slagter            | Ver lista1.º- Tom Slagter- 15 pts. 2.º- Paolo Tiralongo- 8 pts. 3.º- Steven Kruijswijk- 6 pts. 4.º- Ryder Hesjedal- 4 pts. 5.º- Jesús Herrada- 2 pts. 6.º- Carlos Betancur- 1 pt.                                                                                     |
| 10.ª  | Monte di Bartolo       | 4.ª       | 169 m   | 4,8 km    | 3,5 %   | 9 %      | Alessandro Malaguti    | Ver lista1.º- Alessandro Malaguti- 3 pts. 2.º- Alan Marangoni- 2 pts. 3.º- Matteo Busato- 1 pt. |
| 11.ª  | Passo del Trebbio      | 3.ª       | 565 m   | 6,3 km    | 6,3 %   | 11 %     | Beñat Intxausti        | Ver lista1.º- Beñat Intxausti- 7 pts. 2.º- Steven Kruijswijk- 4 pts. 3.º- Ilnur Zakarin- 2 pts. 4.º- Diego Rosa- 1 pt. |
| 11.ª  | Valico del Prugno      | 3.ª       | 533 m   | 5,6 km    | 6,2 %   | 9 %      | Carlos Betancur        | Ver lista1.º- Carlos Betancur- 7 pts. 2.º- Beñat Intxausti- 4 pts. 3.º- Steven Kruijswijk- 2 pts. 4.º- Franco Pellizotti- 1 pt. |
| 11.ª  | Tre Monti              | 4.ª       | 252 m   | 4,4 km    | 4,1 %   | 10 %     | Ilnur Zakarin          | Ver lista1.º- Ilnur Zakarin- 3 pts. 2.º- Beñat Intxausti- 2 pts. 3.º- Carlos Betancur- 1 pt. |
| 12.ª  | Castelnuovo            | 4.ª       | 290 m   | 5,4 km    | 5 %     | 11 %     | Simon Geschke          | Ver lista1.º- Simon Geschke- 3 pts. 2.º- Beñat Intxausti- 2 pts. 3.º- Carlos Betancur- 1 pt. |
| 12.ª  | Crosara                | 3.ª       | 397 m   | 3,7 km    | 9,1 %   | 17 %     | Beñat Intxausti        | Ver lista1.º- Beñat Intxausti- 7 pts. 2.º- Carlos Betancur- 4 pts. 3.º- Giovanni Visconti- 2 pts. 4.º- Alberto Contador- 1 pt. |
| 12.ª  | Monte Berico           | 4.ª       | 123 m   | 1,2 km    | 7,1 %   | 11 %     | Philippe Gilbert       | Ver lista1.º- Philippe Gilbert- 3 pts. 2.º- Alberto Contador- 2 pts. 3.º- Diego Ulissi- 1 pt. |
| 14.ª  | San Pietro di Feletto  | 4.ª       | 266 m   | 4,9 km    | 3,8 %   | 9 %      | Vasil Kiryienka        | Ver lista1.º- Vasil Kiryienka- 3 pts. 2.º- Patrick Gretsch- 2 pts. 3.º- Kristof Vandewalle- 1 pt. |
| 15.ª  | La Fricca              | 2.ª       | 1096 m  | 11,3 km   | 5,1 %   | 10 %     | Beñat Intxausti        | Ver lista1.º- Beñat Intxausti- 15 pts. 2.º- Giovanni Visconti- 8 pts. 3.º- Ilnur Zakarin- 6 pts. 4.º- Franco Pellizotti- 4 pts. 5.º- Stefano Pirazzi- 2 pts. 6.º- Carlos Betancur- 1 pt.                                                                              |
| 15.ª  | Passo Daone            | 1.ª       | 1298 m  | 8,4 km    | 9,2 %   | 14 %     | Giovanni Visconti      | Ver lista1.º- Giovanni Visconti- 35 pts. 2.º- Kanstantsín Siutsou- 18 pts. 3.º- Hubert Dupont- 12 pts. 4.º- Beñat Intxausti- 9 pts. 5.º- Carlos Betancur- 6 pts. 6.º- Steven Kruijswijk- 4 pts. 7.º- Igor Antón- 2 pts. 8.º- Paolo Tiralongo- 1 pt.                   |
| 15.ª  | Madonna di Campiglio   | 1.ª       | 1715 m  | 15,5 km   | 5,9 %   | 12 %     | Mikel Landa            | Ver lista1.º- Mikel Landa- 35 pts. 2.º- Yuri Trofímov- 18 pts. 3.º- Alberto Contador- 12pts. 4.º- Fabio Aru- 9 pts. 5.º- Steven Kruijswijk- 6 pts. 6.º- Andrey Amador- 4 pts. 7.º- Leopold König- 2 pts. 8.º- Tanel Kangert- 1 pt.                                    |
| 16.ª  | Campo Carlo Magno      | 2.ª       | 1681 m  | 13 km     | 6,7 %   | 12 %     | Carlos Betancur        | Ver lista1.º- Carlos Betancur- 15 pts. 2.º- Franco Pellizotti- 8 pts. 3.º- Beñat Intxausti- 6 pts. 4.º- Edoardo Zardini- 4 pts. 5.º- Ryder Hesjedal- 2 pts. 6.º- Nikolay Mihaylov- 1 pt.                                                                              |
| 16.ª  | Passo del Tonale       | 2.ª       | 1883 m  | 15,3 km   | 6,1 %   | 10 %     | Rubén Fernández        | Ver lista1.º- Rubén Fernández- 15 pts. 2.º- Franco Pellizotti- 8 pts. 3.º- Edoardo Zardini- 6 pts. 4.º- Brent Bookwalter- 4 pts. 5.º- Sander Armée- 2 pts. 6.º- Ryder Hesjedal- 1 pt.                                                                                 |
| 16.ª  | Aprica                 | 3.ª       | 1173 m  | 14 km     | 3,4 %   | 15 %     | Ryder Hesjedal         | Ver lista1.º- Ryder Hesjedal- 7 pts. 2.º- Przemysław Niemiec- 4 pts. 3.º- David de la Cruz- 2 pts. 4.º- Sander Armée- 1 pt. |
| 16.ª  | Mortirolo              | 1.ª       | 1854 m  | 11,9 km   | 10,9 %  | 18 %     | Steven Kruijswijk      | Ver lista1.º- Steven Kruijswijk- 35 pts. 2.º- Alberto Contador- 18 pts. 3.º- Mikel Landa- 12pts. 4.º- Yuri Trofímov- 9 pts. 5.º- Ryder Hesjedal- 6 pts. 6.º- Andrey Amador- 4 pts. 7.º- Fabio Aru- 2 pts. 8.º- Damiano Caruso- 1 pt.                                  |
| 16.ª  | Aprica                 | 3.ª       | 1173 m  | 14 km     | 3,5 %   | 15 %     | Mikel Landa            | Ver lista1.º- Mikel Landa- 7 pts. 2.º- Steven Kruijswijk- 4 pts. 3.º- Alberto Contador- 2 pts. 4.º- Yury Trofimov- 1 pt. |
| 17.ª  | Teglio                 | 3.ª       | 851 m   | 7,4 km    | 6,5 %   | 10 %     | Giacomo Berlato        | Ver lista1.º- Giacomo Berlato- 7 pts. 2.º- Marco Bandiera- 4 pts. 3.º- Iljo Keisse- 2 pts. 4.º- Maciej Paterski- 1 pt. |
| 18.ª  | Monte Ologno           | 1.ª       | 1168 m  | 10,4 km.  | 9 %     | 13 %     | Francesco Bongiorno    | Ver lista1.º- Francesco Bongiorno- 35 pts. 2.º- Kanstantsín Siutsou- 18 pts. 3.º- David de la Cruz- 12 pts. 4.º- Amaël Moinard- 9 pts. 5.º- Philippe Gilbert- 6 pts. 6.º- Rinaldo Nocentini- 4 pts. 7.º- Sylvain Chavanel- 2 pts. 8.º- Matteo Busato - 1 pt.          |
| 19.ª  | Croce Serra            | 3.ª       | 598 m   | 6,9 km    | 3,8 %   | 9 %      | Carlos Betancur        | Ver lista1.º- Carlos Betancur- 7 pts. 2.º- Giovanni Visconti- 4 pts. 3.º- Nick van der Lijke- 2 pts. 4.º- Pavel Kochetkov- 1 pt. |
| 19.ª  | Saint-Barthélemy       | 1.ª       | 1644 m  | 16,5 km   | 6,7 %   | 13 %     | Giovanni Visconti      | Ver lista1.º- Giovanni Visconti- 35 pts. 2.º- Pavel Kochetkov- 18 pts. 3.º- Esteban Chaves- 12 pts. 4.º- Vasil Kiryienka- 9 pts. 5.º- Marek Rutkiewicz- 6 pts. 6.º- Beñat Intxausti- 4 pts. 7.º- Steven Kruijswijk- 2 pts. 8.º- Nick van der Lijke - 1 pt.            |
| 19.ª  | Col de Saint-Pantaléon | 1.ª       | 1664 m  | 16,5 km   | 7,2 %   | 12 %     | Giovanni Visconti      | Ver lista1.º- Giovanni Visconti- 35 pts. 2.º- Pavel Kochetkov- 18 pts. 3.º- Beñat Intxausti- 12 pts. 4.º- Steven Kruijswijk- 9 pts. 5.º- Luis León Sánchez- 6 pts. 6.º- Paolo Tiralongo- 4 pts. 7.º- Fabio Aru- 2 pts. 8.º- Mikel Landa - 1 pt.                       |
| 19.ª  | Cervinia               | 1.ª       | 2001 m  | 19,2 km   | 5 %     | 12 %     | Fabio Aru              | Ver lista1.º- Fabio Aru- 35 pts. 2.º- Ryder Hesjedal- 18 pts. 3.º- Rigoberto Urán- 12 pts. 4.º- Tanel Kangert- 9 pts. 5.º- Steven Kruijswijk- 6 pts. 6.º- Alberto Contador- 4 pts. 7.º- Mikel Landa- 2 pts. 8.º- Leopold König - 1 pt.                                |
| 20.ª  | Colle delle Finestre   | CC        | 2178 m  | 18,5 km   | 9,2 %   | 14 %     | Mikel Landa            | Ver lista1.º- Mikel Landa- 45 pts. 2.º- Ilnur Zakarin- 30 pts. 3.º- Ryder Hesjedal- 20 pts. 4.º- Rigoberto Urán- 14 pts. 5.º- Fabio Aru- 10 pts. 6.º- Steven Kruijswijk- 6 pts. 7.º- Tanel Kangert- 4 pts. 8.º- Alberto Contador - 2 pts. 9.º- Darwin Atapuma - 1 pt. |
| 20.ª  | Sestriere              | 3.ª       | 2035 m  | 9,2 km    | 5,4 %   | 9 %      | Fabio Aru              | Ver lista1.º- Fabio Aru- 7 pts. 2.º- Ryder Hesjedal- 4 pts. 3.º- Rigoberto Urán- 2 pts. 4.º- Mikel Landa- 1 pt. |

## Desarrollo general

### OricaGreenEDGE comanda y abandono de Pozzovivo
La carrera comenzó con una contrarreloj por equipos donde el equipo favorito, el Orica GreenEDGE ganó esta primera etapa, mientras que Simon Gerrans se convirtió en el primer maglia rosa. Entre los favoritos a ganar el Giro, el más beneficiado fue Alberto Contador ya que su equipo el Tinkoff-Saxo marcó el segundo tiempo, mientras que el Astana de Fabio Aru, fue 3.º a 6 segundos del Tinkoff y el Etixx de Rigoberto Urán 4.º a 12 segundos. Quién se vio más damnificado fue Richie Porte ya que el Sky fue 9.º a 20 segundos del Tinkoff. La segunda etapa (primera en pelotón) fue ganada por Elia Viviani, lo que le valió para ponerse la maglia rossa de líder por puntos, mientras que Michael Matthews pasó a encabezar la general, en lugar de su compañero Gerrans. La tercera jornada, primera de media montaña, fue ganada por el maglia rosa Matthews quién reafirmó su posición gracias a la bonificación. Esta etapa estuvo marcada por el grave accidente y abandono de Domenico Pozzovivo mientras descendía el puerto de 2.ª categoría Barbagelata a casi 40 km para la meta. Al día siguiente, otra jornada de media montaña con 3 puertos de tercera, donde el Astana imprimió un fuerte ritmo los últimos 60 km. Esto hizo que el maglia rosa Matthews se retrasara perdiendo su posición de líder. La etapa la ganó Davide Formolo, único sobreviviente de la fuga del día, tras el cual llegó un grupo de 12 corredores donde estaban los favoritos excepto Rigoberto Urán que tampoco soportó el ritmo y cedió 42 segundos. La maglia rosa cambió de dueño pero no de equipo, ya que Simon Clarke pasó a comandar la general.

### Contador, Aru y Porte parejos
En la 5.ª etapa llegó el primer final en alto en Abetone. Jan Polanc se quedó con ella, luego de protagonizar la fuga del día junto con 4 corredores más, mientras que en el pelotón Contador atacó faltando 5,5 km para el final. Tras abrir hueco, Aru y Porte llegaron hasta él y luego llegó Mikel Landa, compañero de Aru. Sin más ataques llegaron a meta donde Aru bonificó 4 segundos gracias al tercer puesto en la etapa (Sylvain Chavanel, otro protagoinista de la fuga del día fue segundo). Con ese resultado la maglia rosa pasó a manos de Alberto Contador, seguido de Aru a 2 segundos y Porte a 20. Mientras Urán, cedió nuevamente, esta vez 28 segundos más.

#### Caída de Colli y Contador por un aficionado
La jornada siguiente no implicaba complicaciones en el terreno, una etapa llana propicia para los velocistas pero que se vio marcada por una caída sobre el final. A falta de 200 metros, Daniele Colli embistió un teleobjetivo de un espectador que estaba contra las vallas, lo que le provocó la fractura del húmero. Su caída provocó una montonera, donde el líder Alberto Contador también terminó en el asfalto, provocándose una dislocación del hombro izquierdo. Aunque se dudó de si podría seguir, finalmente tomó la salida en la 7.ª etapa, la más larga del Giro con 264 km, donde sin sobresaltos y a un bajo promedio, se definió en sprint con la victoria de Diego Ulissi. La 8.ª etapa tuvo su final en Campitello Matese, puerto de 1.ª categoría donde Fabio Aru intentó sin éxito dejar atrás al lesionado Contador. Richie Porte y un recuperado Rigoberto Urán tampoco cedieron terreno. Mientras, Mikel Landa —compañero de Aru— aprovechó los parones de éstos 4 para irse hacia adelante en busca de los pocos sobrevivientes de la fuga del día aunque no pudo llegar hasta la cabeza de carrera y Beñat Intxausti se llevó la etapa. Esa jugada táctica de Astana de mandar a Landa hacia adelante le sirvió para tener en ese momento a 3 corredores entre los primeros 5 de la general (Aru 2.º, Cataldo 4.º y Landa 5.º), aunque Contador se distanció 2 segundos gracias a una bonificación en una meta volante, quedando ahora Fabio Aru a 4 segundos.

#### Urán pierde terreno
La jornada siguiente, previa al primer descanso, fue una etapa con recorrido quebrado con el Monte Terminio (2.ª) y el Colle Molella (1.ª) a mitad de etapa y cerca del final el Passo Serra. Nuevamente Fabio Aru atacó, pero tampoco logró despegar de su rueda a Contador y Porte. Con la ayuda de Mikel Landa, quién tampoco perdió rueda del grupo, Aru y Contador trabajaron de común acuerdo para dejar atrás a Rigoberto Urán ya que el colombiano no pudo conectar con ellos. Por delante, Paolo Tiralongo se quedaba con la etapa, mientras Aru recortó un segundo al sacar unos metros a Contador en el sprint final.

### Porte-Clarke: acción "solidaria" que costó caro
La carrera se reinició con la plana etapa entre Civitanova Marche y Forli, donde 5 corredores se mantuvieron por delante del pelotón toda la jornada. El gran grupo pese al intento de cazarlos para que definieran los sprínteres no pudo y la etapa la ganó Nicola Boem. Pero el día estuvo marcado por la situación de Richie Porte, quién pinchó su rueda delantera a falta de 7 kilómetros para el final y cuando el pelotón iba lanzado en busca de alcanzar a la fuga. Pese a que varios compañeros de equipo se quedaron para ayudarle, no pudo reintegrarse al grupo perdiendo en meta 47 segundos respecto a Contador y cayendo al cuarto lugar de la general. La extraña situación se dio horas más tarde, cuando el propio Porte subió a su cuenta de Twitter una fotografía donde se veía a Simon Clarke —también australiano pero de un equipo rival (Orica GreenEDGE)—, poner su rueda en la bicicleta de Porte, a la vez que agradecía a su compatriota el haberle ayudado. La asistencia mecánica por parte de un rival no está permitida por el reglamento pero esta situación no había sido advertida ni por los comisarios de la prueba, ni por equipos rivales ya que no se habían presentado denuncias. Ante la exposición pública por parte del mismo Richie Porte, la noticia corrió como reguero de pólvora y fue sancionado con 2 minutos de penalización, cayendo en la clasificación al 12.º lugar a más de 3 minutos de Contador.
La 11.ª etapa entre Forli y el Autódromo Enzo e Dino Ferrari de Imola, fue una jornada difícil con un terreno en constantes subidas y bajadas con el agregado de la lluvia que se presentó. Fue ganada por el ruso Ilnur Zakarin quien formaba parte de la fuga del día y salió en forma solitaria al final. Al día siguiente el final en las rampas del Santuario della Madonna di Monte Berico, podía significar algún cambio en la general. Fue otra etapa complicada por la lluvia donde se definió sobre el final. El belga Philippe Gilbert se alzó con el triunfo al adelantarse en el grupo de favoritos integrado por una treintena de ciclistas. Mientras, Alberto Contador entraba en 2.º lugar a 3 segundos y Fabio Aru no podía con el ritmo de los primeros del grupo y perdió 8 segundos respecto al español. Con la bonificación obtenida, Contador amplió a 17 segundos la diferencia sobre Aru.

### Contador cede la maglia rosa por un día
La etapa 13 se llegó a Jesolo, una de las pocas oportunidades para los velocistas que van quedando en el recorrido fue ganada por Sacha Modolo. Nuevamente bajo lluvia, lo más destacado de la jornada fue que trajo cambios en la general debido a una caída sobre el final. La fuga del día protagonizada por Zabel, Pineau y Frapporti fue cazada a menos de 20 km para la meta y los nervios de los equipos por posicionarse de buena forma para el esprint final, sumado al asfalto mojado terminó en una caída a poco más de 3 kilómetros para el final. De los candidatos, Fabio Aru y Rigoberto Urán no tuvieron problemas, mientras que Contador y Richie Porte no se libraron de ella. Mientras el español perdió 36 segundos con Aru y cayó al 2.º lugar de la clasificación, el italiano pasó a encabezar la clasificación vistiendo por primera vez en su carrera la maglia rosa. Richie Porte cedió 2 minutos, estando ya a 5 minutos del líder de la general. La contrarreloj -también con lluvia- fue ganada por Vasil Kiryienka, y entre los aspirantes al título Alberto Contador fue tercero cronometrando casi 3 minutos menos que Fabio Aru. Urán tampoco hizo una buena crono como se esperaba y perdió 2 minutos y medio respecto al español y Richie Porte volvía a ceder terreno al perder 4 minutos. La crono reordenó nuevamente la clasificación y Contador volvió a tener la maglia rosa, seguido de Aru a 2:28 y tercero a 3:36 el costarricense Andrey Amador, quién antes de la crono se encontraba en la 8.º posición. Urán pese a la magra contrarreloj se colocaba 4.º a más de 4 minutos y Porte ya le decía adiós al Giro pues estaba a casi 9 minutos de Contador.

#### Porte se hunde, Urán pierde más tiempo. Landa y Amador revelaciones
La 15.ª etapa con final en el Rifugio Patascoss en Madonna di Campiglio tenía 3 duras subidas. En el segundo puerto (el Passo Daone inédito en el Giro), Astana mediante Paolo Tiralongo impuso un ritmo que dejó en cabeza de carrera a solo una treintena de corredores. El líder Contador no tenía problemas para mantenerse aunque quedó sin compañeros de equipo, mientras Fabio Aru contaba con cinco coequiperos. Mientras, Urán perdía contacto con ese grupo al igual que Porte. En el último ascenso el ritmo del equipo kazajo fue desgranando al grupo hasta que un cambio de ritmo de Mikel Landa faltando 3 km dejó en cabeza de carrera a él, Contador, Aru y Yury Trofimov. Luego de algunos intentos de los Astana, siempre controlados por el líder, atacó Trofimov pero Landa lo alcanzó y pasó a poco para la meta. Poco más atrás llegaban Contador y Aru, obteniendo además el español 4 segundos de bonificación por el tercer puesto. Rigoberto Urán llegaba a meta 8 minutos más tarde, hipotecando completamente su chance hasta de hacer podio. La general mantuvo a los tres primeros, siendo los más beneficiados Mikel Landa que saltó al 4.º lugar y Leopold König al 5.º. König pasó a ser el hombre para la general del Sky ante el hundimiento de Richie Porte que ese día ya derrotado mentalmente perdió 27 minutos y decidió abandonar no tomando la salida en la etapa 16.

#### Jornada épica en el Mortirolo
Luego del segundo día de descanso llegaba una de las etapas más esperadas con 5 puertos de montaña incluido el paso por el Puerto del Mortirolo. En el descenso luego del primer pasaje por Aprica y a 15 km de comenzar el Mortirolo, el líder Contador pinchó su rueda trasera y debió detenerse. Su compañero Ivan Basso le cedió la suya, mientras Katusha imprimía un fuerte ritmo que en el plano luego del descenso cortó al pelotón en varios grupos. El maglia rosa quedó persiguiendo con 5 compañeros mientras adelante Katusha lideraba un grupo y poco más atrás Astana comandaba otro. Los grupos del equipo ruso y del kazajo se unieron y comenzaron a trabajar en conjunto mientras Contador perdía poco más de 25 segundos. El español fue quedándose sin compañeros y las diferencias fueron aumentando hasta que al inicio del Mortirolo estaban en poco más de 50 segundos. El ritmo de Mikel Landa con Fabio Aru a su rueda fue descolgando rivales siendo Steven Kruijswijk el único que se mantuvo con los dos Astana, aunque el vitoriano debía regular su ritmo ya que Aru no podía mantenerse si este endurecía el paso. Detrás Contador venía sobrepasando competidores y reduciendo las diferencias hasta que a mitad del puerto tomó contacto con ellos. A esa altura Kruijswijk ya había partido hacia adelante y el español luego de unos metros a rueda, salió tras el holandés. El líder del Astana no respondió y quién lo hizo fue Landa que luego de recibir la vía libre para dejar a su jefe de filas, fue tras Contador juntándose los tres en cabeza de carrera. Kruijswijk comandó al terceto hasta que coronaron el puerto, con casi dos minutos sobre Aru quién quedó solo y fue superado también por Trofimov, Ryder Hesjedal y Amador. Luego de descender llegó el segundo ascenso a Aprica, donde Mikel Landa atacó a falta de 3 km y ni Contador, ni Kruijswijk pudieron seguirlo. El vasco ganó su segunda etapa, Kruijswijk fue 2.º y Contador 3.º, llegando más atrás el terceto de Trofimov, Amador y Hesjedal y posteriormente Aru. Con ese resultado Contador mantuvo la maglia, Landa pasó al segundo lugar de la clasificación (a 4 minutos) y Aru que cayó al tercero (a casi 5 minutos), mientras que el tico Amador cayó a la cuarta posición.

#### Monte Ologno: Contador más líder
Luego de una etapa sin cambios que ganó Sacha Modolo al sprint (la segunda para el italiano del Lampre), llegó la 18.ª jornada con final en Verbania y la inédita subida a Monte Ologno a 35 km de meta. Con una fuga por delante integrada por una docena de corredores, en el pelotón se dio una situación casi que a la inversa de lo acontecido en el Mortirolo. Tinkoff-Saxo marcaba el ritmo cuando antes de comenzar el ascenso hubo una caída donde el 2.º de la general Mikel Landa se vio perjudicado. El hombre del Astana no tuvo consecuencias físicas pero debió cambiar una rueda y con varios compañeros comenzó la persecución. El ritmo del Tinkoff al empezar el puerto, comenzó a desgranar al pelotón hasta que Contador se puso al frente y rápidamente se despegó del resto mientras Fabio Aru no podía tomarle la rueda y solo Steven Kruijswijk estuvo cerca de alcanzarlo, pero tampoco lo logró. Mientras las diferencias entre Contador y Landa se estabilizaban en torno al minuto y medio, detrás lo seguía Ryder Hesjedal y luego un grupo con los principales corredores de la general al que llegó Landa poco después de pasar la mitad del puerto y tras una excelente ascensión. Hesjedal alcanzó a Contador al coronar el Monte Ologno y de allí en más, en un terreno sube y baja previo al descenso final, las diferencias se mantuvieron siempre en el entorno de uno a dos minutos. Delante, Philippe Gilbert atacó a sus compañeros de fuga a 20 km para la meta y ganó la etapa en solitario. Mientras que Contador finalmente reafirmó su liderato con un minuto y trece segundo más, quedando en la general Mikel Landa a más de 5 minutos y Aru a más de 6.

#### Aru vuelve a la segunda plaza
La larga 19.ª etapa con sus tres puertos de primera categoría sobre el final, se definió en el último ascenso. Ya subiendo a Cervinia fue cazado el último sobreviviente de la fuga del día, Giovanni Visconti. A falta de 9,5 km comenzaron los movimientos por parte de Astana con ataques de Landa y Aru que no lograban despegarse del líder. La vigilancia entre estos propició la salida de Ryder Hejedal quien se marchó en solitario. Faltando menos de 8 km salió Fabio Aru en su busca, alcanzándolo y posteriormente sobrepasándolo. Por detrás quedaban Landa, Contador, Kruijswijk y Leopold König, grupo al que luego se le sumarían, Mikel Nieve, Tanel Kangert y Rigoberto Urán. Este grupo rodó sin más ataques los últimos kilómetros excepto un intento de Urán que logró sacar apenas unos segundos. Aru ganó la etapa, cuarta para el Astana y recortó 1 minuto y 18 segundos, lo que le valió para volver al 2.º lugar de la clasificación general ahora a 4:37.

#### Astana al ataque, Contador sufre pero mantiene la maglia
La esperada 20.ª etapa con el ascenso al Colle delle Finestre y sus casi 8 km de sterrato, comenzó con una fuga que no superó los tres minutos y cuyo último sobreviviente fue el ruso del Katusha Ilnur Zakarin. Ya en pleno Finestre en el tramo asfaltado el Astana lideró el ascenso y como sucedió en casi todo el Giro cuando la carretera subía, mientras el equipo kazajo se mantenía con muchos hombres (6 en total), Contador solo contaba con Michael Rogers. Con Zakarin por delante, un cambio de ritmo de Tanel Kangert, cortó a un pequeño grupo donde quedaron Landa, Aru y el propio Kangert, Contador, Kruijswijk, Urán, Intxausti y Hesjedal. En el sterrato, Landa atacó y se fue solo sin que nadie pudiera conectar con él. A falta de 3 km para coronar, otro cambio de ritmo de Hesjedal provocó que Contador perdiera contacto con el resto del grupo. Landa alcanzó a Zakarín y coronó la Cima Coppi con poco más de 30 segundos sobre Hesjedal, Urán, Kruijswijk y Aru y un minuto y medio sobre Contador. En el descenso las diferencias se mantuvieron pero llegado el falso plano antes de iniciar la subida a Sestriere. Landa y Zakarin decidieron esperar al grupo que venía por detrás. Mientras Contador, alcanzó a Tanel Kangert y llegó a recortar hasta estar a 50 segundos, pero comenzado el ascenso nuevamente empezó a perder terreno. A falta de 2 km Fabio Aru se fue solo por la etapa logrando la 2.ª victoria consecutiva aunque la diferencia sobre Contador no fue suficiente. El español perdió 2 minutos y 25 segundos, con lo cual se mantuvo primero en la general con 2:02 sobre el italiano y 3:14 sobre Landa.

## Clasificaciones finales

### Clasificación general(Maglia Rosa)
| \| Clasificación general \| Clasificación general \| Clasificación general \| Clasificación general \| Clasificación general \| \| Ciclista \| Ciclista \| Equipo \| Tiempo \| \| \| --------------------- \| --------------------- \| --------------------- \| --------------------- \| --------------------- \| \| 1.º \| Alberto Contador \| Tinkoff-Saxo \| 88 h 22 min 25 s \| \| \| 2.º \| Fabio Aru \| Astana \| + 1 min 53 s \| \| \| 3.º \| Mikel Landa \| Astana \| + 3 min 05 s \| \| \| 4.º \| Andrey Amador \| Movistar Team \| + 8 min 10 s \| \| \| 5.º \| Ryder Hesjedal \| Cannondale-Garmin \| + 9 min 52 s \| \| \| 6.º \| Leopold König \| Team Sky \| + 10 min 41 s \| \| \| 7.º \| Steven Kruijswijk \| LottoNL-Jumbo \| + 10 min 53 s \| \| \| 8.º \| Damiano Caruso \| BMC Racing Team \| + 12 min 08 s \| \| \| 9.º \| Alexandre Geniez \| FDJ \| + 15 min 51 s \| \| \| 10.º \| Yuri Trofímov \| Katusha \| + 16 min 14 s \| \| \| 11.º \| Maxime Monfort \| Lotto-Soudal \| + 17 min 51 s \| \| \| 12.º \| Jurgen van den Broeck \| Lotto-Soudal \| + 25 min 12 s \| \| \| 13.º \| Tanel Kangert \| Astana \| + 28 min 05 s \| \| \| 14.º \| Rigoberto Urán \| Etixx-Quick Step \| + 28 min 26 s \| \| \| 15.º \| Amaël Moinard \| BMC Racing Team \| + 30 min 35 s \| \| \| 16.º \| Darwin Atapuma \| BMC Racing Team \| + 40 min 36 s \| \| \| 17.º \| Mikel Nieve \| Team Sky \| + 48 min 24 s \| \| \| 18.º \| Giovanni Visconti \| Movistar Team \| + 50 min 32 s \| \| \| 19.º \| Paolo Tiralongo \| Astana \| + 1 h 03 min 38 s \| \| \| 20.º \| Carlos Betancur \| AG2R La Mondiale \| + 1 h 17 min 27 s \| \| |                       |                   |                   |
| |                       |                   |                   |
| Fuente: ProCyclingStats |                       |                   |                   |
| Clasificación general |                       |                   |                   |
| Ciclista | Ciclista              | Equipo            | Tiempo            |
| 1.º | Alberto Contador      | Tinkoff-Saxo      | 88 h 22 min 25 s  |
| 2.º | Fabio Aru             | Astana            | + 1 min 53 s      |
| 3.º | Mikel Landa           | Astana            | + 3 min 05 s      |
| 4.º | Andrey Amador         | Movistar Team     | + 8 min 10 s      |
| 5.º | Ryder Hesjedal        | Cannondale-Garmin | + 9 min 52 s      |
| 6.º | Leopold König         | Team Sky          | + 10 min 41 s     |
| 7.º | Steven Kruijswijk     | LottoNL-Jumbo     | + 10 min 53 s     |
| 8.º | Damiano Caruso        | BMC Racing Team   | + 12 min 08 s     |
| 9.º | Alexandre Geniez      | FDJ               | + 15 min 51 s     |
| 10.º | Yuri Trofímov         | Katusha           | + 16 min 14 s     |
| 11.º | Maxime Monfort        | Lotto-Soudal      | + 17 min 51 s     |
| 12.º | Jurgen van den Broeck | Lotto-Soudal      | + 25 min 12 s     |
| 13.º | Tanel Kangert         | Astana            | + 28 min 05 s     |
| 14.º | Rigoberto Urán        | Etixx-Quick Step  | + 28 min 26 s     |
| 15.º | Amaël Moinard         | BMC Racing Team   | + 30 min 35 s     |
| 16.º | Darwin Atapuma        | BMC Racing Team   | + 40 min 36 s     |
| 17.º | Mikel Nieve           | Team Sky          | + 48 min 24 s     |
| 18.º | Giovanni Visconti     | Movistar Team     | + 50 min 32 s     |
| 19.º | Paolo Tiralongo       | Astana            | + 1 h 03 min 38 s |
| 20.º | Carlos Betancur       | AG2R La Mondiale  | + 1 h 17 min 27 s |

### Clasificación por puntos
| Clasificación por puntos | Clasificación por puntos | Clasificación por puntos    | Clasificación por puntos | Clasificación por puntos |
| Ciclista                 | Ciclista                 | Equipo                      | Puntos                   |                          |
| ------------------------ | ------------------------ | --------------------------- | ------------------------ | ------------------------ |
| 1.º                      | Giacomo Nizzolo          | Trek Factory Racing         | 181 pts                  |                          |
| 2.º                      | Philippe Gilbert         | BMC Racing Team             | 148 pts                  |                          |
| 3.º                      | Sacha Modolo             | Lampre-Merida               | 147 pts                  |                          |
| 4.º                      | Elia Viviani             | Team Sky                    | 144 pts                  |                          |
| 5.º                      | Nicola Boem              | Bardiani CSF                | 127 pts                  |                          |
| 6.º                      | Iljo Keisse              | Etixx-Quick Step            | 98 pts                   |                          |
| 7.º                      | Alberto Contador         | Tinkoff-Saxo                | 96 pts                   |                          |
| 8.º                      | Marco Bandiera           | Androni Giocattoli-Sidermec | 92 pts                   |                          |
| 9.º                      | Diego Ulissi             | Lampre-Merida               | 83 pts                   |                          |
| 10.º                     | Luka Mezgec              | Giant-Alpecin               | 78 pts                   |                          |

### Clasificación de la montaña(Maglia Azzurra)
| Clasificación de la montaña | Clasificación de la montaña | Clasificación de la montaña | Clasificación de la montaña | Clasificación de la montaña |
| Ciclista                    | Ciclista                    | Equipo                      | Puntos                      |                             |
| --------------------------- | --------------------------- | --------------------------- | --------------------------- | --------------------------- |
| 1.º                         | Giovanni Visconti           | Movistar Team               | 125 pts                     |                             |
| 2.º                         | Mikel Landa                 | Astana                      | 122 pts                     |                             |
| 3.º                         | Steven Kruijswijk           | LottoNL-Jumbo               | 115 pts                     |                             |
| 4.º                         | Beñat Intxausti             | Movistar Team               | 107 pts                     |                             |
| 5.º                         | Fabio Aru                   | Astana                      | 80 pts                      |                             |
| 6.º                         | Carlos Betancur             | AG2R La Mondiale            | 75 pts                      |                             |
| 7.º                         | Ryder Hesjedal              | Cannondale-Garmin           | 70 pts                      |                             |
| 8.º                         | Simon Geschke               | Giant-Alpecin               | 53 pts                      |                             |
| 9.º                         | Pável Kochetkov             | Katusha                     | 52 pts                      |                             |
| 10.º                        | Alberto Contador            | Tinkoff-Saxo                | 51 pts                      |                             |

### Clasificación de los jóvenes(Maglia Bianca)
| Clasificación del mejor joven | Clasificación del mejor joven | Clasificación del mejor joven | Clasificación del mejor joven | Clasificación del mejor joven |
| Ciclista                      | Ciclista                      | Equipo                        | Tiempo                        |                               |
| ----------------------------- | ----------------------------- | ----------------------------- | ----------------------------- | ----------------------------- |
| 1.º                           | Fabio Aru                     | Astana                        | 88 h 24 min 18 s              |                               |
| 2.º                           | Davide Formolo                | Cannondale-Garmin             | + 1 h 51 min 46 s             |                               |
| 3.º                           | Fabio Felline                 | Trek Factory Racing           | + 1 h 54 min 04 s             |                               |
| 4.º                           | Sebastián Henao               | Team Sky                      | + 2 h 37 min 35 s             |                               |
| 5.º                           | Kenny Elissonde               | FDJ                           | + 2 h 45 min 04 s             |                               |
| 6.º                           | Silvan Dillier                | BMC Racing Team               | + 2 h 51 min 11 s             |                               |
| 7.º                           | Jan Polanc                    | Lampre-Merida                 | + 2 h 53 min 15 s             |                               |
| 8.º                           | Esteban Chaves                | Orica-GreenEDGE               | + 2 h 59 min 44 s             |                               |
| 9.º                           | Francesco Manuel Bongiorno    | Bardiani CSF                  | + 3 h 10 min 43 s             |                               |
| 10.º                          | Rubén Fernández Andújar       | Movistar Team                 | + 3 h 16 min 23 s             |                               |

### Clasificación de las metas volantes
| Clasificación de las metas volantes | Clasificación de las metas volantes | Clasificación de las metas volantes | Clasificación de las metas volantes | Clasificación de las metas volantes |
| Ciclista                            | Ciclista                            | Equipo                              | Puntos                              |                                     |
| ----------------------------------- | ----------------------------------- | ----------------------------------- | ----------------------------------- | ----------------------------------- |
| 1.º                                 | Marco Bandiera                      | Androni Giocattoli-Sidermec         | 54 pts                              |                                     |
| 2.º                                 | Philippe Gilbert                    | BMC Racing Team                     | 50 pts                              |                                     |
| 3.º                                 | Nicola Boem                         | Bardiani CSF                        | 49 pts                              |                                     |
| 4.º                                 | Marco Frapporti                     | Androni Giocattoli-Sidermec         | 36 pts                              |                                     |
| 5.º                                 | Giovanni Visconti                   | Movistar Team                       | 28 pts                              |                                     |

### Clasificación por equipos por tiempo
| Clasificación por equipos | Clasificación por equipos | Clasificación por equipos | Clasificación por equipos |
| Equipo                    | Equipo                    | Tiempo                    |                           |
| ------------------------- | ------------------------- | ------------------------- | ------------------------- |
| 1.º                       | Astana                    | 264 h 42 min 31 s         |                           |
| 2.º                       | BMC Racing Team           | + 43 min 16 s             |                           |
| 3.º                       | Sky                       | + 1 h 13 min 51 s         |                           |
| 4.º                       | Movistar Team             | + 1 h 20 min 16 s         |                           |
| 5.º                       | Cannondale-Garmin         | + 2 h 26 min 57 s         |                           |
| 6.º                       | Lotto-Soudal              | + 3 h 02 min 42 s         |                           |
| 7.º                       | Tinkoff-Saxo              | + 3 h 14 min 36 s         |                           |
| 8.º                       | Katusha                   | + 3 h 32 min 21 s         |                           |
| 9.º                       | FDJ                       | + 4 h 27 min 13 s         |                           |
| 10.º                      | Etixx-Quick Step          | + 4 h 43 min 52 s         |                           |

### Clasificación por equipos por puntos
| Clasificación por equipos | Clasificación por equipos | Clasificación por equipos | Clasificación por equipos |
| Equipo                    | Equipo                    | Puntos                    |                           |
| ------------------------- | ------------------------- | ------------------------- | ------------------------- |
| 1.º                       | Astana                    | 640 pts                   |                           |
| 2.º                       | BMC Racing Team           | 334 pts                   |                           |
| 3.º                       | Lampre-Merida             | 317 pts                   |                           |
| 4.º                       | Sky                       | 284 pts                   |                           |
| 5.º                       | Movistar Team             | 272 pts                   |                           |

### Combatividad
| Clasificación de la combatividad | Clasificación de la combatividad | Clasificación de la combatividad | Clasificación de la combatividad | Clasificación de la combatividad |
| Ciclista                         | Ciclista                         | Equipo                           | Puntos                           |                                  |
| -------------------------------- | -------------------------------- | -------------------------------- | -------------------------------- | -------------------------------- |
| 1.º                              | Philippe Gilbert                 | BMC Racing Team                  | 42 pts                           |                                  |
| 2.º                              | Steven Kruijswijk                | LottoNL-Jumbo                    | 39 pts                           |                                  |
| 3.º                              | Nicola Boem                      | Bardiani CSF                     | 37 pts                           |                                  |
| 4.º                              | Alberto Contador                 | Tinkoff-Saxo                     | 37 pts                           |                                  |
| 5.º                              | Mikel Landa                      | Astana                           | 36 pts                           |                                  |

### Otras clasificaciones
- Premio Azzurri d'Italia: Mikel Landa
- Premio della Fuga: Marco Bandiera
- Premio Energy: Fabio Aru

## Evolución de las clasificaciones
| Etapa                   |                          | Ganador _        | Clasificación general | Puntos          | Montaña           | Jóvenes          | Equipo _        |
| ----------------------- | ------------------------ | ---------------- | --------------------- | --------------- | ----------------- | ---------------- | --------------- |
| 1.ª etapa               | contrarreloj por equipos | Orica-GreenEDGE  | Simon Gerrans         | no otorgado     | no otorgado       | Michael Matthews | Orica-GreenEDGE |
| 2.ª etapa               | etapa llana              | Elia Viviani     | Michael Matthews      | Elia Viviani    | Bert-Jan Lindeman | Michael Matthews | Orica-GreenEDGE |
| 3.ª etapa               | etapa escarpada          | Michael Matthews | Michael Matthews      | Elia Viviani    | Pável Kochetkov   | Michael Matthews | Orica-GreenEDGE |
| 4.ª etapa               | etapa escarpada          | Davide Formolo   | Simon Clarke          | Elia Viviani    | Pável Kochetkov   | Esteban Chaves   | no otorgado     |
| 5.ª etapa               | etapa escarpada          | Jan Polanc       | Alberto Contador      | Elia Viviani    | Jan Polanc        | Fabio Aru        | Astana          |
| 6.ª etapa               | etapa llana              | André Greipel    | Alberto Contador      | André Greipel   | Jan Polanc        | Fabio Aru        | Astana          |
| 7.ª etapa               | etapa llana              | Diego Ulissi     | Alberto Contador      | Elia Viviani    | Jan Polanc        | Fabio Aru        | Astana          |
| 8.ª etapa               | etapa de montaña         | Beñat Intxausti  | Alberto Contador      | Elia Viviani    | Beñat Intxausti   | Fabio Aru        | Astana          |
| 9.ª etapa               | etapa escarpada          | Paolo Tiralongo  | Alberto Contador      | Elia Viviani    | Simon Geschke     | Fabio Aru        | Astana          |
| 10.ª etapa              | etapa llana              | Nicola Boem      | Alberto Contador      | Nicola Boem     | Simon Geschke     | Fabio Aru        | Astana          |
| 11.ª etapa              | etapa escarpada          | Ilnur Zakarin    | Alberto Contador      | Nicola Boem     | Beñat Intxausti   | Fabio Aru        | Astana          |
| 12.ª etapa              | etapa escarpada          | Philippe Gilbert | Alberto Contador      | Nicola Boem     | Beñat Intxausti   | Fabio Aru        | Astana          |
| 13.ª etapa              | etapa llana              | Sacha Modolo     | Fabio Aru             | Elia Viviani    | Beñat Intxausti   | Fabio Aru        | Astana          |
| 14.ª etapa              | contrarreloj individual  | Vasil Kiryienka  | Alberto Contador      | Elia Viviani    | Beñat Intxausti   | Fabio Aru        | Astana          |
| 15.ª etapa              | etapa de montaña         | Mikel Landa      | Alberto Contador      | Elia Viviani    | Beñat Intxausti   | Fabio Aru        | Astana          |
| 16.ª etapa              | etapa de montaña         | Mikel Landa      | Alberto Contador      | Elia Viviani    | Steven Kruijswijk | Fabio Aru        | Astana          |
| 17.ª etapa              | etapa llana              | Sacha Modolo     | Alberto Contador      | Giacomo Nizzolo | Steven Kruijswijk | Fabio Aru        | Astana          |
| 18.ª etapa              | etapa escarpada          | Philippe Gilbert | Alberto Contador      | Giacomo Nizzolo | Steven Kruijswijk | Fabio Aru        | Astana          |
| 19.ª etapa              | etapa de montaña         | Fabio Aru        | Alberto Contador      | Giacomo Nizzolo | Giovanni Visconti | Fabio Aru        | Astana          |
| 20.ª etapa              | etapa de montaña         | Fabio Aru        | Alberto Contador      | Giacomo Nizzolo | Giovanni Visconti | Fabio Aru        | Astana          |
| 21.ª etapa              | etapa llana              | Iljo Keisse      | Alberto Contador      | Giacomo Nizzolo | Giovanni Visconti | Fabio Aru        | Astana          |
| Clasificaciones finales | Clasificaciones finales  |                  | Alberto Contador      | Giacomo Nizzolo | Giovanni Visconti | Fabio Aru        | Astana          |

## UCI World Tour
El Giro de Italia otorga puntos para el UCI WorldTour 2015, solamente para corredores de equipos UCI ProTeam. Las siguientes tablas son el baremo de puntuación y los corredores que obtuvieron puntos:
| Posición              | 1º  | 2º  | 3º  | 4º | 5º | 6º | 7º | 8º | 9º | 10º | 11º | 12º | 13º | 14º | 15º | 16º | 17º | 18º | 19º | 20º |
| Clasificación general | 170 | 130 | 100 | 90 | 80 | 70 | 60 | 52 | 44 | 38  | 32  | 26  | 22  | 18  | 14  | 10  | 8   | 6   | 4   | 2   |
| Por etapa             | 16  | 8   | 4   | 2  | 1  |    |    |    |    |     |     |     |     |     |     |     |     |     |     |     |

| Ciclista          | Equipo            | General | Etapa | Total |
| ----------------- | ----------------- | ------- | ----- | ----- |
| Alberto Contador  | Tinkoff-Saxo      | 170     | 23    | 193   |
| Fabio Aru         | Astana            | 130     | 40    | 170   |
| Mikel Landa       | Astana            | 100     | 42    | 142   |
| Ryder Hesjedal    | Cannondale-Garmin | 80      | 16    | 96    |
| Andrey Amador     | Movistar          | 90      | 1     | 91    |
| Steven Kruijswijk | Lotto NL-Jumbo    | 60      | 20    | 80    |
| Leopold König     | Sky               | 70      | -     | 70    |
| Damiano Caruso    | BMC               | 52      | -     | 52    |
| Yury Trofimov     | Katusha           | 38      | 10    | 48    |
| Alexandre Geniez  | FDJ               | 44      | -     | 44    |

| Resto de corredores   | Resto de corredores | Resto de corredores | Resto de corredores | Resto de corredores |
| Ciclista              | Equipo              | General             | Etapa               | Total               |
| --------------------- | ------------------- | ------------------- | ------------------- | ------------------- |
| Philippe Gilbert      | BMC                 | -                   | 36                  | 36                  |
| Sacha Modolo          | Lampre-Merida       | -                   | 36                  | 36                  |
| Maxime Monfort        | Lotto-Soudal        | 32                  | -                   | 32                  |
| Rigoberto Urán        | Etixx-Quick Step    | 18                  | 8                   | 26                  |
| Jurgen Van den Broeck | Lotto-Soudal        | 26                  | -                   | 26                  |
| Tanel Kangert         | Astana              | 22                  | -                   | 22                  |
| Paolo Tiralongo       | Astana              | 4                   | 17                  | 21                  |
| Elia Viviani          | Sky                 | -                   | 20                  | 20                  |
| Diego Ulissi          | Lampre-Merida       | -                   | 20                  | 20                  |
| André Greipel         | Lotto-Soudal        | -                   | 20                  | 20                  |
| Giacomo Nizzolo       | Trek                | -                   | 19                  | 19                  |
| Beñat Intxausti       | Movistar            | -                   | 18                  | 19                  |
| Amaël Moinard         | BMC Racing          | 14                  | 3                   | 17                  |
| Davide Formolo        | Cannondale-Garmin   | -                   | 16                  | 16                  |
| Ilnur Zakarin         | Katusha             | -                   | 16                  | 16                  |
| Jan Polanc            | Lampre-Merida       | -                   | 16                  | 16                  |
| Vasil Kiryienka       | Team Sky            | -                   | 16                  | 16                  |
| Michael Matthews      | Orica GreenEDGE     | -                   | 16                  | 16                  |
| Iljo Keisse           | Etixx-Quick Step    | -                   | 16                  | 16                  |
| Sylvain Chavanel      | IAM                 | -                   | 12                  | 12                  |
| Darwin Atapuma        | BMC Racing          | 10                  | -                   | 10                  |
| Carlos Betancur       | Ag2r La Mondiale    | 2                   | 8                   | 10                  |
| Giovanni Visconti     | Movistar            | 6                   | 2                   | 8                   |
| Mikel Nieve           | Sky                 | 8                   | -                   | 8                   |
| Moreno Hofland        | Lotto NL-Jumbo      | -                   | 8                   | 8                   |
| Fabio Felline         | Trek Factory Racing | -                   | 8                   | 8                   |
| Simon Clarke          | Orica GreenEDGE     | -                   | 8                   | 8                   |
| Matteo Pelucchi       | IAM                 | -                   | 8                   | 8                   |
| Juan José Lobato      | Movistar            | -                   | 8                   | 8                   |
| Luis León Sánchez     | Astana              | -                   | 8                   | 8                   |
| Luke Durbridge        | Orica GreenEDGE     | -                   | 8                   | 8                   |
| Simon Geschke         | Giant-Alpecin       | -                   | 6                   | 6                   |
| Luka Mezgec           | Giant-Alpecin       | -                   | 6                   | 6                   |
| Simon Gerrans         | Orica GreenEDGE     | -                   | 4                   | 4                   |
| Sébastien Reichenbach | IAM                 | -                   | 4                   | 4                   |
| Roger Kluge           | IAM                 | -                   | 4                   | 4                   |
| Alexander Porsev      | Katusha             | -                   | 4                   | 4                   |
| Sergey Lagutin        | Katusha             | -                   | 2                   | 2                   |
| Alan Marangoni        | Cannondale-Garmin   | -                   | 2                   | 2                   |
| Patrick Gretsch       | Ag2r La Mondiale    | -                   | 2                   | 2                   |
| Heinrich Haussler     | Orica GreenEDGE     | -                   | 2                   | 2                   |
| Tanel Kangert         | Astana              | -                   | 2                   | 2                   |
| Esteban Chaves        | Orica GreenEDGE     | -                   | 1                   | 1                   |
| Richie Porte          | Sky                 | -                   | 1                   | 1                   |
| Jesús Herrada         | Movistar            | -                   | 1                   | 1                   |
| Diego Rosa            | Astana              | -                   | 1                   | 1                   |